# Yosef ibn Nagrela
Yosef ibn Nagrela (en hebreo: רבי יהוסף בן שמואל הלוי הנגיד Ribbi Yehosef ben Shemu'el ha-Lewi ha-Nagid; en árabe: ابو حسين بن النغريلة Abu Hussein bin Naghrela; Granada, Taifa de Granada, 15 de septiembre de 1035 - Granada, Taifa de Granada, 30 de diciembre de 1066) fue visir del rey zirí Badis ben Habús de Granada, hijo del también visir Samuel ibn Nagrela, y nagid de la comunidad judía en la ciudad.

## Biografía
Yosef nació en Granada, siendo el primogénito del rabino, famoso poeta y guerrero Samuel ibn Nagrela, quien le procuró una esmerada educación y le instruyó en la cultura hebrea y árabe. A los ocho años comenzó a recopilar las obras de  su padre en un diwan, al que le añadió introducciones y encabezamientos. A los nueve años escribió la única poesía que se conserva de su propia mano.
Su padre organizó su matrimonio con la única hija del sabio rabino Nissim ben Jacob de Cairuán. Cuando su padre falleció en 1055, ocupó su puesto como visir en la corte del emir de la taifa granadina Badis ben Habús (r. 1038-1073). Las fuentes son contradictorias sobre su personalidad, mientras que los autores judíos como Moses ibn Ezra o Yehudá ha-Levi lo describen como un célebre poeta y sabio, las fuentes musulmanas, como las Memorias del monarca zirí Abd Allah ibn Buluggin, lo califican de pérfido, arrogante y sin escrúpulos.
Fue asesinado el 30 de diciembre de 1066 en la denominada como Masacre de Granada, en la que se desencadenó una revuelta contra él mismo por el descontento producido en la ciudad. El detonante de este ataque suele señalarse un poema antijudío de Abu Ishaq de Elvira, que gozó de gran popularidad y critica que los judíos deben ser súbditos, según señala el acuerdo con los dhimmis, y no ocupar cargos públicos sobre los musulmanes. Yosef acabó crucificado sobre las puertas de la ciudad y al día siguiente sufrieron la muerte más de 4.000 ciudadanos judíos, considerándose el final de la Edad de oro de la cultura judía en al-Ándalus.